# NGC 4478
NGC 4478 est une petite galaxie lenticulaire située dans la constellation de la Vierge. NGC 4478 a été découverte par l'astronome germano-britannique William Herschel en 1784.

## Caractéristiques

### Distance
Sa vitesse par rapport au fond diffus cosmologique est de 1 678 ± 23 km/s, ce qui correspond à une distance de Hubble de 24,8 ± 1,8 Mpc (∼80,9 millions d'al).
À ce jour, 37  mesures non basées sur le décalage vers le rouge (redshift) donnent une distance de 16,413 ± 3,359 Mpc (∼53,5 millions d'al) ce qui est à l'extérieur des valeurs de la distance de Hubble. 
Cette galaxie, comme plusieurs de l'amas de la Vierge, est relativement rapprochée du Groupe local et on obtient souvent une distance de Hubble très différente en raison de leur mouvement propre dans le groupe où dans l'amas où elles sont situées. La distance de 16.413 Mpc est peut-être plus près de la réalité. Selon ces deux mesures, NGC 4478 se dirige vers le centre de l'amas en direction opposée à la Voie lactée. Notons que c'est avec la valeur moyenne des mesures indépendantes, lorsqu'elles existent, que la base de données NASA/IPAC calcule le diamètre d'une galaxie.

### Métallicité
Au centre de NGC 4478, la métallicité est élevée, alors que le fer est moins abondant dans sa région centrale. En contraste, les régions périphériques de la galaxie ont une métallicité faible et un abondance élevée en fer.

## Morphologie

### Disque central
En utilisant des images d'archives du télescope spatial Hubble et des spectres d'absorption réalisés par des télescopes terrestres, des astronomes ont déterminé qu'un disque existe autour du noyau de cette galaxie.

## Les amas globulaires
NGC 4478 a une sous abondance typique d'amas globulaires pauvre en métaux et  un manque d'amas riche en métaux. Cette lacune d'amas de métallicité élevée dans d'autres galaxies est habituellement attribuée à la capture ou à la fusion avec d'autres galaxies. La seule autre galaxie elliptique qui présente une majorité d'amas globulaires pauvres en métaux est la galaxie géante NGC 4874.
Selon une étude publiée en 2008 et basée sur les observations réalisées avec le télescope spatial Hubble, le nombre d'amas globulaires dans NGC 4478 (VCC 1279 (Virgo Cluster Catalog) dans l'article) est estimé à 58 ± 11.

## Interaction avec M87

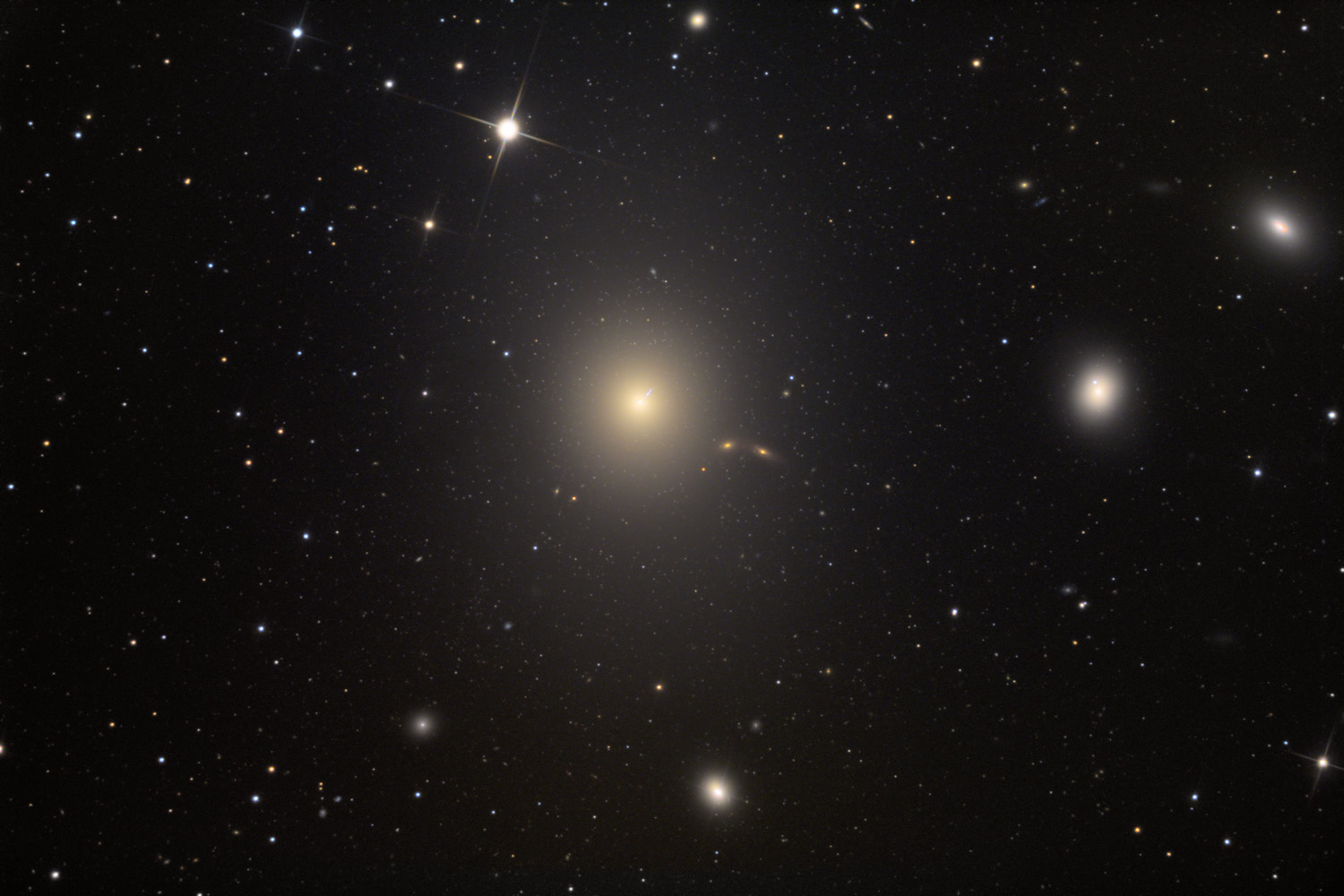
Expositions profondes de galaxies à l'aide du télescope Schulman de 0,8 m au SkyCenter du Mont Lemmon.

En raison de l'interaction gravitationnelle avec M87, une partie significative des amas globulaires a été arrachée à NGC 4478 et ceux-ci gravitent maintenant dans le halo galactique de M87.
En effet, NGC 4478 est probablement une compagne de la galaxie elliptique géante Messier 87. Ces deux galaxies ne sont séparées que par environ 130 400 années-lumière (40 kpc) et NGC 4478 a été tronquée par les effets de marée exercées par M87.

## Groupe de M87, de M60 et l'amas de la Vierge
Selon A.M. Garcia, NGC 4478 est membre du groupe de M87 (NGC 4486). Ce groupe de galaxies comprend au moins 96 membres, dont 53 apparaissent au New General Catalogue et 17 à l'Index Catalogue.
D'autre part, la plupart des galaxies du New General Catalogue, dont NGC 4478, et seulement quatre de l'Index Catalogue du groupe de M87 apparaissent  dans une liste de 227 galaxies d'un article publié par Abraham Mahtessian en 1998. Cette liste comporte plus de 200 galaxies du New General Catalogue et une quinzaine de galaxies de l'Index Catalogue. On retrouve dans cette liste 11 galaxies du Catalogue de Messier, soit M49, M58, M60, M61, M84, M85, M87, M88, M91, M99 et M100.
Toutes les galaxies de la liste de Mahtessian ne constituent pas réellement un groupe de galaxies. Ce sont plutôt plusieurs groupes de galaxies qui font tous partie d'un amas galactique, l'amas de la Vierge. Pour éviter la confusion avec l'amas de la Vierge, on peut donner le nom de groupe de M60 à cet ensemble de galaxies, car c'est l'une des plus brillantes de la liste. L'amas de la Vierge est en effet beaucoup plus vaste et compterait environ 1300 galaxies, et possiblement plus de 2000, situées au cœur du superamas de la Vierge, dont fait partie le Groupe local,.
De nombreuses galaxies de la liste de Mahtessian se retrouvent dans onze groupes décrits dans l'article d'A.M. Garcia, soit le groupe de NGC 4123 (7 galaxies), le groupe de NGC 4261 (13 galaxies), le groupe de NGC 4235 (29 galaxies), le groupe de M88 (13 galaxies, M88 = NGC 4501), le groupe de NGC 4461 (9 galaxies), le groupe de M61 (32 galaxies, M61 = NGC 4303), le groupe de NGC 4442 (13 galaxies), le groupe de M87 (96 galaxies, M87 = NGC 4486), le groupe de M49 (127 galaxies, M49 = NGC 4472), le groupe de NGC 4535 (14 galaxies) et le groupe de NGC 4753 (15 galaxies). Ces onze groupes font partie de l'amas de la Vierge et ils renferment 396 galaxies. Certaines galaxies de la liste de Mahtessian ne figurent cependant dans aucun des groupes de Garcia et vice versa.